# 石井孝良
石井 孝良（いしい たから、2001年1月13日 - ）は、日本のウィンドサーフィン選手。

## 経歴
5歳のときに当時プロ選手であった父の影響でウインドサーフィンを始め、小学校中学年のころから本格的に競技に取り組むようになる。
2016年12月、COLD BREEZE OMAEZAKIでアマチュア初の優勝を飾り、15歳で最年少プロとなる。